# N-Chloranilin
N-Chloranilin ist eine chemische Verbindung aus der Gruppe der Chloramine.

## Gewinnung und Darstellung
N-Chloranilin kann durch Reaktion von Anilin mit tert-Butylhypochlorit gewonnen werden.

## Verwendung
N-Chloranilin wird zur Herstellung von Indolen und Oxindolen durch die Gassman-Indol-Synthese beziehungsweise die Gassman-Oxindol-Synthese verwendet.